# Der kleine Eisbär 2 – Die geheimnisvolle Insel
Der kleine Eisbär 2 – Die geheimnisvolle Insel ist der zweite große Kinofilm über Lars den kleinen Eisbären nach den Büchern von Hans de Beer, der am 25. September 2005 in Deutschland veröffentlicht worden ist.

## Handlung
Da der Pinguin Caruso einsam ist, singt er laut Nacht für Nacht und geht damit den drei Eisbären Kalle, Nalle und Palle auf die Nerven. Die drei Eisbären wollen daraufhin den Pinguin fortschaffen, werden dabei aber von Lars und seinen Freunden beobachtet. Bei dem Befreiungsversuch werden Lars und Robby in einem Eisenbahnwaggon eingeschlossen und gelangen dabei bis in die Hafenstadt Guayaquil in Ecuador. Nachdem sie sich dort auf einem Fischerboot schlafen gelegt haben, werden sie durch ein Fischernetz aufs offene Meer hinausgeworfen und stranden schließlich getrennt voneinander auf den Galapagosinseln. Bei der Suche nach ihren Freunden treffen sie auf die vielfältige, einzigartige Tierwelt der Inseln.

## Weitere Veröffentlichung
Der Film kam neben Deutschland auch in der Schweiz, Belgien und dem Vereinigten Königreich in die Kinos. Auf DVD erschien der Film am 31. März 2006. Die Free-TV-Premiere fand am 1. Januar 2009 bei Das Erste statt. Weitere Ausstrahlungen zwischen 2009 und 2015 erfolgten bei den Sendern KiKA, NDR, BR, MDR, SWR und Das Erste.

## Besetzung
| Figur    | Tierart                        | deutsche Stimme     |
| -------- | ------------------------------ | ------------------- |
| Lars     | Eisbär                         | Maximilian Artajo   |
| Robby    | Robbe                          | Leander Wolf        |
| Greta    | Eisbär                         | Céline Vogt         |
| Kalle    | Eisbär                         | Atze Schröder       |
| Nalle    | Eisbär                         | Bastian Pastewka    |
| Palle    | Eisbär                         | Oliver Kalkofe      |
| Mika     | Eisbär                         | Ingolf Lück         |
| Frieda   | Eisbär                         | Anke Engelke        |
| Iguanita | Drusenkopf                     | Anke Engelke        |
| Caruso   | Königspinguin                  | Dirk Bach           |
| Maria    | Galápagos-Pinguin              | Joy Gruttmann       |
| Booby    | Blaufußtölpel                  | Mirco Nontschew     |
| Pepe     | Prachtfregattvogel             | Ralf Schmitz        |
| Darwina  | weibliche Galapagosschildkröte | Eva Mattes          |
| George   | Galapagos-Riesenschildkröte    | Harry Rowohlt       |
| Chucho   | Mensch                         | Max von der Groeben |
| Mutter   | Mensch                         | Brit Gülland        |
| Bill     | Mensch                         | Elton               |
| Carlson  | Mensch                         | Simon Gosejohann    |
| Kapitän  | Mensch                         | Tetje Mierendorf    |
| Lena     | Polarhase                      | Adak Azdasht        |
| Pieps    | Schneegänsekücken              | Lisa Mitsching      |

## Produktion
An der Produktion waren die Firmen Warner Bros, Rothkirch Cartoon Film, MaBo Filmproduktion und Torus GmbH beteiligt. Die Spezialeffekte des Films übernahm die Firma AniMagix AG. Finanziell unterstützt worden ist der Film von der Filmstiftung Nordrhein-Westfalen, dem Medienboard Berlin-Brandenburg, der Mitteldeutschen Medienförderung und der Filmförderung Hamburg.

## Rezeption

### Auszeichnung
2005 wurden Hans Zimmer und Nick Glennie-Smith in der Kategorie Beste Musik mit dem Preis der deutschen Filmkritik ausgezeichnet.

### Kritik
„Dramaturgisch und zeichnerisch weiterentwickelter zweiter Kinozeichentrickfilm um den beliebten Eisbären, der ganz auf die Aufnahmefähigkeit seiner jüngsten Fans zugeschnitten ist und seine Botschaft von der Kraft der Freundschaft mit Charme, Poesie und Humor präsentiert.“

## Weitere Veröffentlichungen
Zum Film ist ein gleichnamiges Computerspiel für PC und Mac veröffentlicht worden.